# Louis de Brienne
Pour les autres membres de la famille, voir Maison de Brienne.
Pour les articles homonymes, voir Brienne.
Louis de Brienne (v. 1230 - ap. 1285), aussi connu sous le nom de Louis d'Acre ou Louis de Beaumont-Brienne, est vicomte de Beaumont, Fresnay et Sainte-Suzanne. Il est le troisième fils de Jean de Brienne, roi de Jérusalem puis empereur latin de Constantinople, et de sa troisième épouse Bérengère de León.

## Biographie
Il est envoyé en France par son père avec ses deux frères Alphonse et Jean, "encore enfants, priant le roi de France Louis, et sa pieuse mère la reine Blanche, dont ils étaient arrière-petit-fils (sic), de daigner les regarder et les recevoir comme leurs clients. Le roi saint Louis, les recevant avec honneur et bonté, leur porta une grande affection, et éleva très haut leur fortune."
En fait Blanche de Castille est leur grand-tante, sœur de leur grand-mère Bérengère de Castille, femme d'Alphonse IX de León.
Vers 1253, il épouse Agnès de Beaumont, héritière de la vicomté de Beaumont (Beaumont-le-Vicomte, aujourd'hui Beaumont-sur-Sarthe), et prend le titre de vicomte de Beaumont du chef de sa femme. Ses descendants hériteront du titre et porteront le nom de Beaumont.
Louis et Agnès sa femme sont cités comme fondateurs dans plusieurs chartes du prieuré Saint-Hippolyte de Vivoin, et des abbayes de Perseigne et Etival-en-Charnie, de 1253 à 1285.
Son décès est daté du 14 septembre dans l'obituaire d'Etival.

## Descendance
Les enfants connus issus de son mariage avec Agnès de Beaumont sont :
- Jean († 1306), vicomte de Beaumont, marié vers 1265 à Jeanne de La Guerche, puis en 1303 à Marie de Chantocé ;
- Louis († 1333), évêque de Durham ;
- Marguerite († 1328), mariée vers 1278 à Bohémond VII, comte de Tripoli ;
- Marie († 1328/1339), mariée avant 1283 à Henri III d'Avaugour, baron de Mayenne ;
- Isabelle († 1334), mariée en 1279/1280 à John de Vescy, seigneur d'Alnwick ;
- Jeanne († 1323), mariée vers 1286 à Guy VIII de Laval ;
- Henri de Beaumont († 1340), connétable d'Angleterre.